# Punto de ejecución
"Punto de ejecución" es un término utilizado en el ámbito de la intervención terapéutica pediátrica, que hace referencia a la conveniencia de intervenir en las conductas que se desean modificar en el lugar y momento en que ocurren.

## Contexto e implicaciones
El término es usado en el contexto de la búsqueda de una mayor efectividad de las intervenciones del especialista (especialmente, el pediatra) encaminadas a eliminar en niños conductas problemáticas o no deseadas, que se manifiestan como síntomas de algún trastorno. Nace en el ámbito de la intervención sobre el TDAH, y en este caso, no se refiere al tratamiento farmacológico, sino al conductual.
Si tenemos en cuenta que la acción del especialista está generalmente centrada en la consulta, esto impone unas limitaciones claras a la intervención (contexto no natural, dependencia de las narraciones para intervenir en las conductas, etc.). Si aceptamos esto, será necesario implicar a otros agentes (familia, escuela, etc.) para mejorar la efectividad. Como se desprende de diversos estudios, las intervenciones que implican la participación tanto de padres como de maestros, han demostrado ser más efectivas que aquellas otras que se realizan de forma intensiva desde la consulta.
El término "punto de ejecución" es usado por Russell Barkley, en el contexto del TDAH, queriendo designar con ello la intervención en el lugar donde ocurre la conducta y en el momento en que sucede. Según este autor, se trata de la intervención terapéutica más eficaz.
Esto conlleva que el papel del pediatra ha de integrar, como parte fundamental de su trabajo, la labor de asesoramiento a los padres o personas más implicadas en la educación del niño que presenta el problema y que acuden a la consulta con él. Contando con la información y las pautas concretas de actuación adecuadas, éstos podrán ayudar a los maestros en el establecimiento de técnicas útiles que han de usarse en el ámbito escolar.